# 石口镇 (交口县)
石口镇，原为石口乡，是中华人民共和国山西省吕梁市交口县下辖的一个乡镇级行政单位。2021年5月28日，撤乡设镇。

## 行政区划
石口镇下辖以下地区：
石口村、桥上村、山神峪村、龙神殿村、岭后村、浦依村、丁家垣村、川口村、下嵩城村、阳春堡村、孔家庄村、贺家庄村、张家川村、陈家峪村、王家庄村、岔口村、下村、庄上村和郭家岭村。